# Николаенко, Александра Вадимовна
Алекса́ндра Вади́мовна Никола́енко (род. 1976, Москва, СССР) — русская писательница, художница. Автор романов «Убить Бобрыкина. История одного убийства» (2016), «Нога судьбы, пешки и собачонка Марсельеза» (2016), «Небесный почтальон Федя Булкин» (2018), «Муравьиный бог: реквием» (2022), сборников рассказов «Светофор, шушера и другие граждане» (2017), «Жили люди как всегда. Записки Феди Булкина» (2021). Лауреат премии «Русский Букер» (2017).

## Биография
Отец — физик, доктор наук, сотрудник Курчатовского института, мать — художник. Окончила факультет монументальной живописи Московского государственного художественно-промышленного университета им. С. Г. Строганова, руководитель курса Игорь Павлович Обросов. Работала художником, с 2002 года член Московского союза художников. Работы Николаенко представлены в частных коллекциях Франции, Великобритании, России.
Известна как иллюстратор произведений Бориса Акунина, Павла Санаева, Якова Перельмана и многих других писателей; также иллюстрирует свои собственные произведения.

## Книги
Дебютный роман Николаенко — «Убить Бобрыкина. История одного убийства» (2016).

Произведение отчетливо встраивается в традицию русской и мировой литературы, изображающей внутренний мир «особого» героя, который, будучи внешне убогим и неуспешным, вызывает сочувствие и сострадание. К этой традиции относятся как известные образцы русской литературы XIX века (от повестей Гоголя «Шинель» и «Записки сумасшедшего» до романов Достоевского «Бедные люди» и «Идиот»), так и классические произведения модернизма («Шум и ярость» У. Фолкнера) и постмодернизма («Школа для дураков» Саши Соколова).

Критики отмечали интеллектуальность романа, его напряженность, хороший литературный язык, но, в то же время, сложность для восприятия массовым читателем. Появлялись сообщения о предстоящей экранизации романа.
«Небесный почтальон Федя Булкин» (2018) — роман о детстве, его основными персонажами являются маленький мальчик Федя и его бабушка; роман сводится к диалогам между ними и дневникам Феди.

Роман «Небесный почтальон Федя Булкин» про нескончаемое лето с пахучей земляникой и бесконечную зиму в ожидании Нового года, про родителей, которых уже нет, и про бабушку, которая всегда рядом, хоть и «уже не новая», про такие смелые и честные мысли о справедливости и смерти. И про то, что все всегда будут вместе, как в Фединой записке «Богу о нас».

Сборник «Светофор, шушера и другие граждане» (2017) состоит из 86 коротких рассказов, выполненных в разных жанрах и описывающих различные случаи, происходящие с жителями большого города. Объединяющим элементом сборника является наличие неких мелких демонических существ (шушер), которые вмешиваются в жизнь людей, большей частью злокозненно.

## Премии
Лауреат премии «Русский Букер» (2017, за роман «Убить Бобрыкина»), премии журнала «Этажи» (2019, за подборку рассказов). Номинант премий «Национальный бестселлер» (2017, роман «Убить Бобрыкина»), «Ясная поляна» (2019, роман «Небесный почтальон Федя Булкин»), «Премия Читателя» (2019, роман «Небесный почтальон Федя Булкин»), «Премия имени Эрнеста Хемингуэя» (2021, книга «Жили люди как всегда. Записки Феди Булкина»).

## Краткая библиография
- Нога судьбы, пешки и собачонка Марсельеза. М.: РИПОЛ классик, 2016.
- Светофор, шушера и другие граждане. М.: РИПОЛ классик, 2016. 2-е издание: М.: РИПОЛ классик, 2018.
- Убить Бобрыкина. История одного убийства. М.: Русский Гулливер, 2016; 2-е издание: М.: РИПОЛ классик, 2018.
- Небесный почтальон Федя Булкин. М.: Издательство АСТ: Редакция Елены Шубиной, 2019.
- Жили люди как всегда. Записки Феди Булкина. М.: Издательство АСТ: Редакция Елены Шубиной, 2021.
- Муравьиный бог: реквием. М.: Издательство АСТ: Редакция Елены Шубиной, 2022.